# Chorebus agraules
Chorebus agraules är en stekelart som först beskrevs av Nixon 1945.  Chorebus agraules ingår i släktet Chorebus och familjen bracksteklar. Inga underarter finns listade i Catalogue of Life.